# Mecsekoldal (városrész)
Mecsekoldal Pécs városrésze a Mecsek déli oldalán, a Belvárostól északra, Szkókótól és Rókusdombtól keletre, Havihegytől és Gyükéstől nyugatra. A Mecsekoldal legnagyobb városrésze.

## Határai
Nyugaton az Erdész utca, Bárány út és a Bartók Béla utca, délen az Aradi vértanúk útja és a Kálvária utca, keleten a Tettye utca, a Havi dűlő, a Munkád út, a Rengeteg utca és az Irma utca északi fele határolja. Északon a városhatárig ér (a Dömörkapui út, az Állatkert, az Ángyán János utca és a Szanatórium határolja). Külterületként a városrészhez értendő a TV-torony is.

## Fontosabb látnivalók
- Állatkert
- TV-torony
- Dömörkapu, Vidámpark, Mecseki kisvasút
- Kálvária-domb
- Aradi vértanúk szoborcsoportja
- Makrisz Agamemnon Niké-szobra
- Régi planetárium (Szőlő utca, az EKF-projekt során átköltötött a Zsolnay Kulturális Negyedbe)
- Pálos templom

## Tömegközlekedése
A városrészt átszelő fő úton, a Hunyadi János utcán közlekedik végig a 34-es és 35-ös járat, a déli területeken a 32-es és 33-as járat is. A Belvárossal határos utakon közlekedik a 30Y járat is.

## Képgaléria

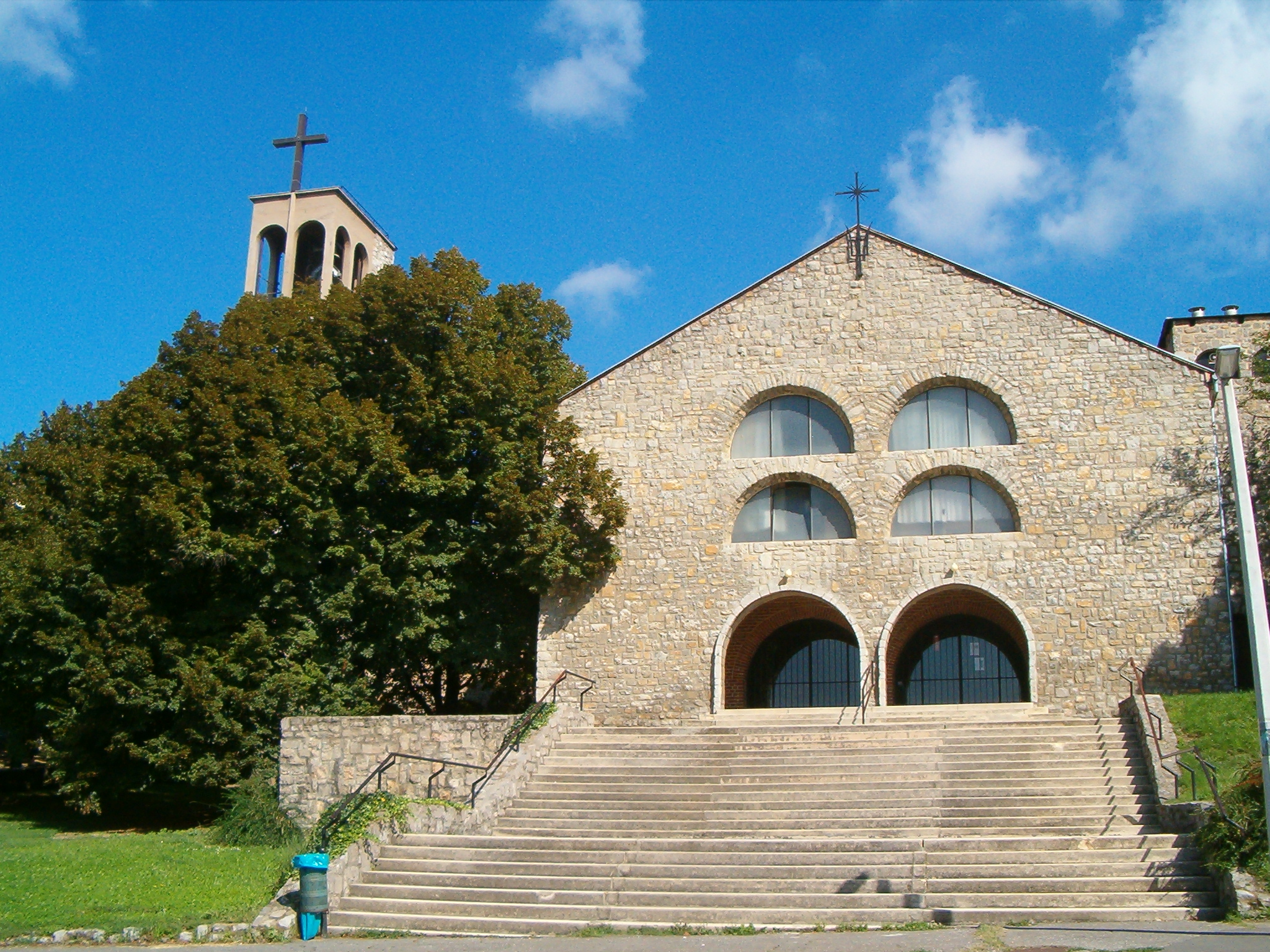
Magyar Pálos Rend Szent Imre Kolostor
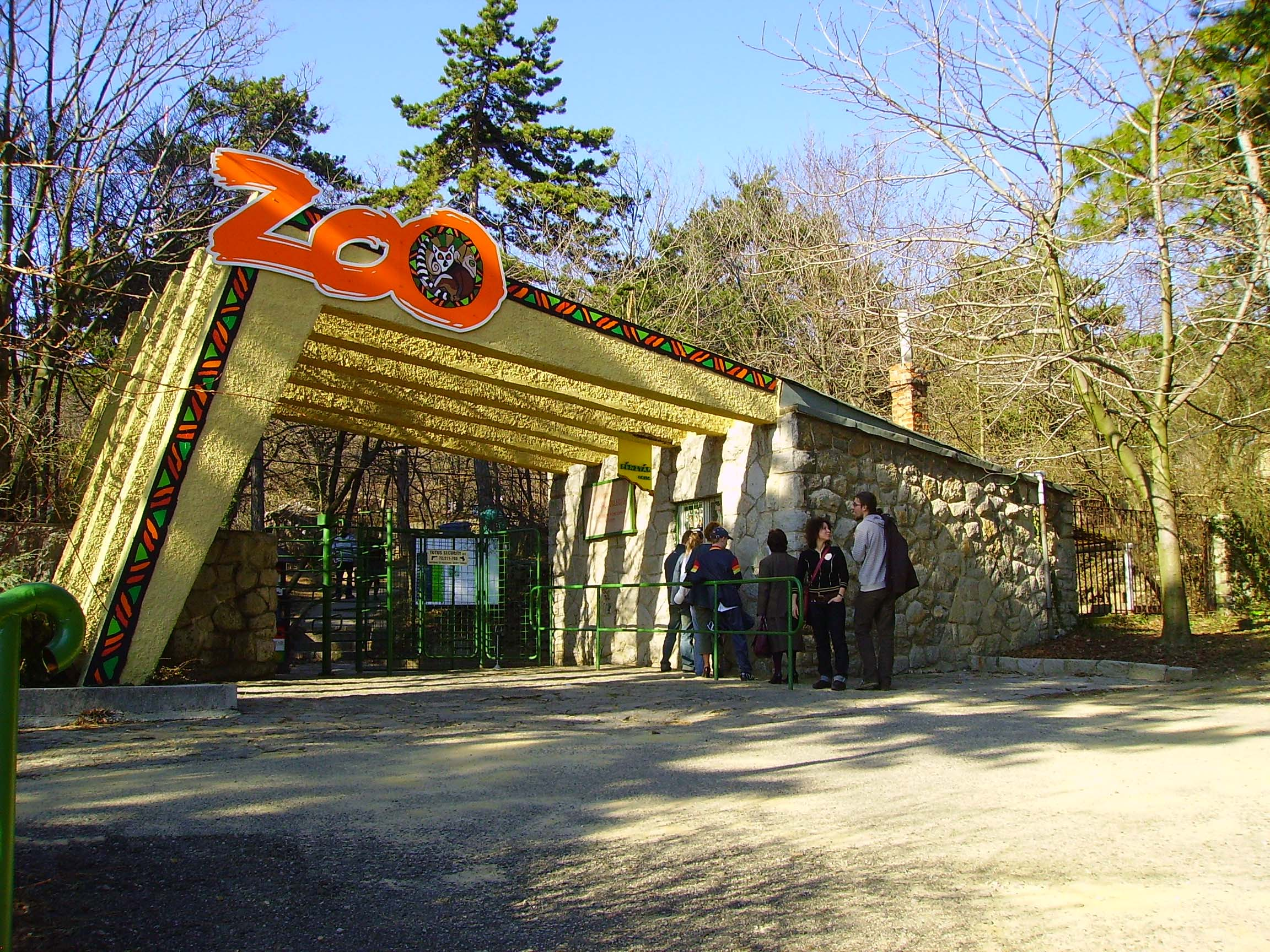
Állatkert
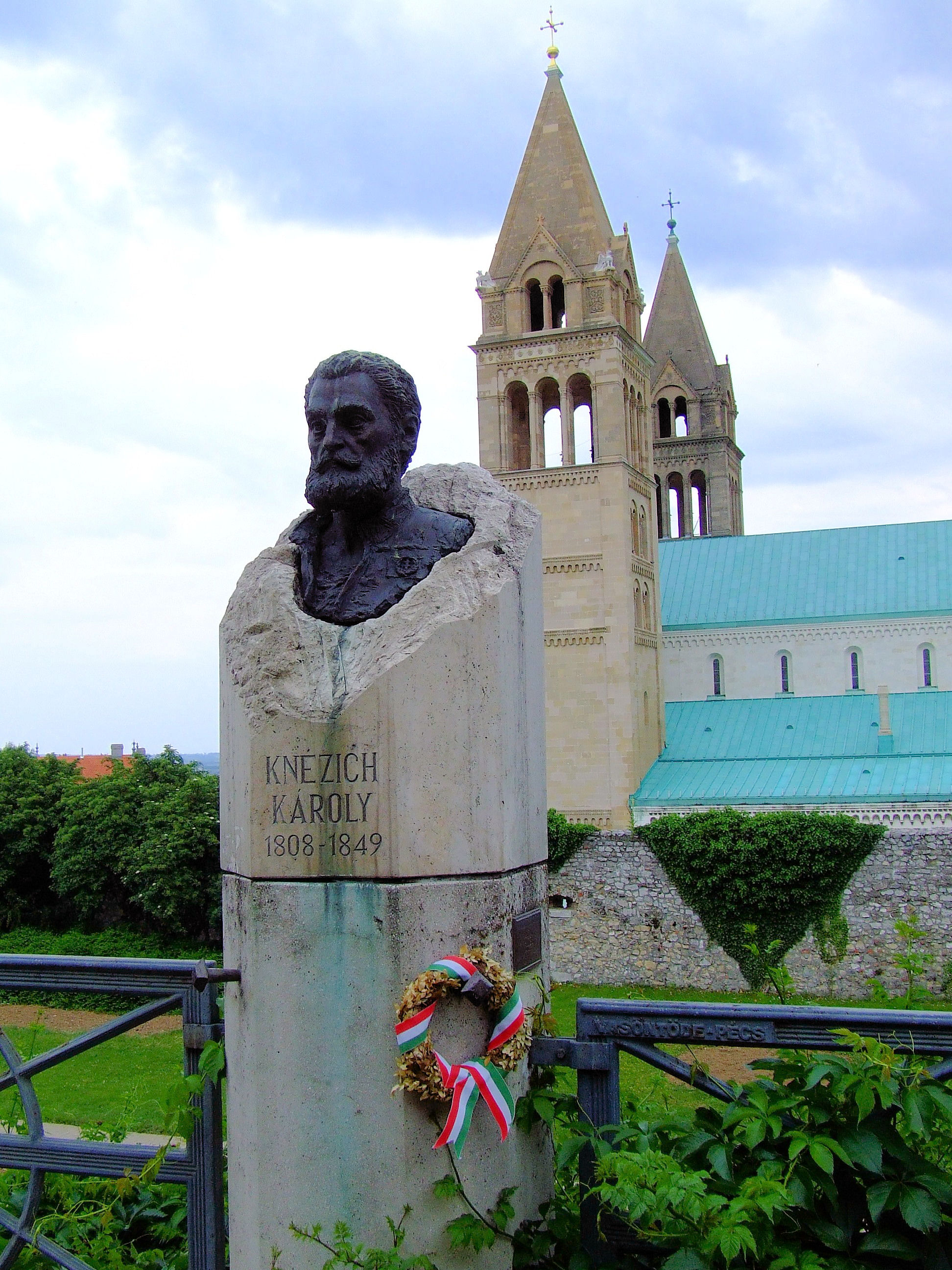
Knezić Károly szobra az Aradi vértanúk útján
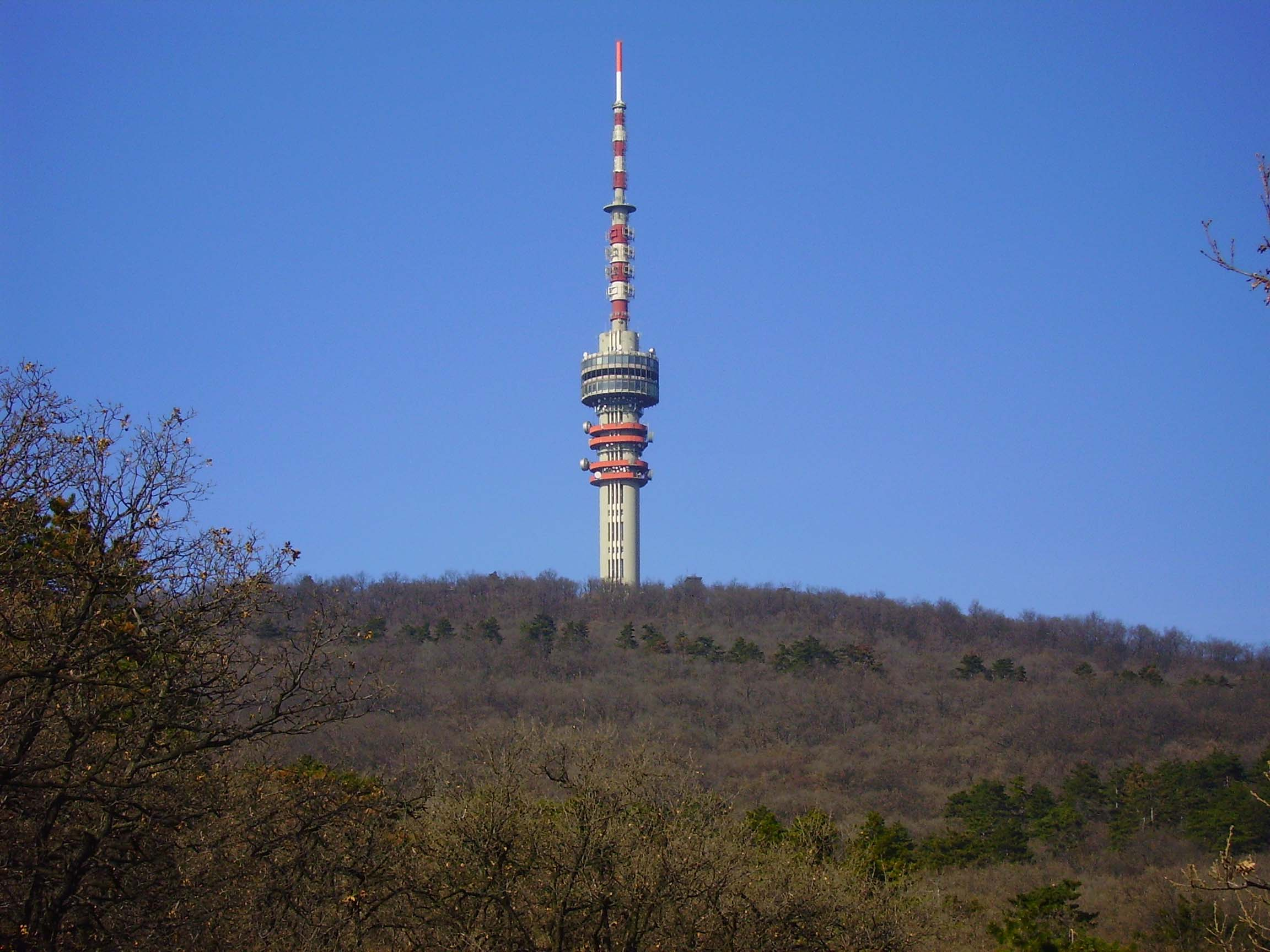
TV-torony
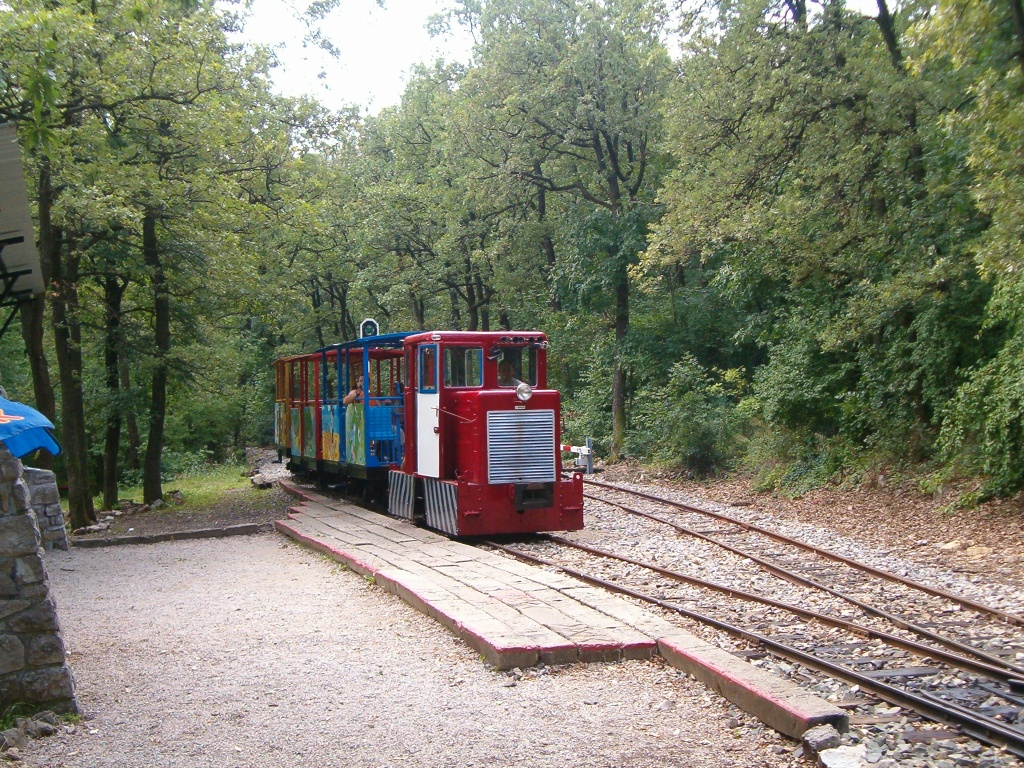
Mecseki kisvasút
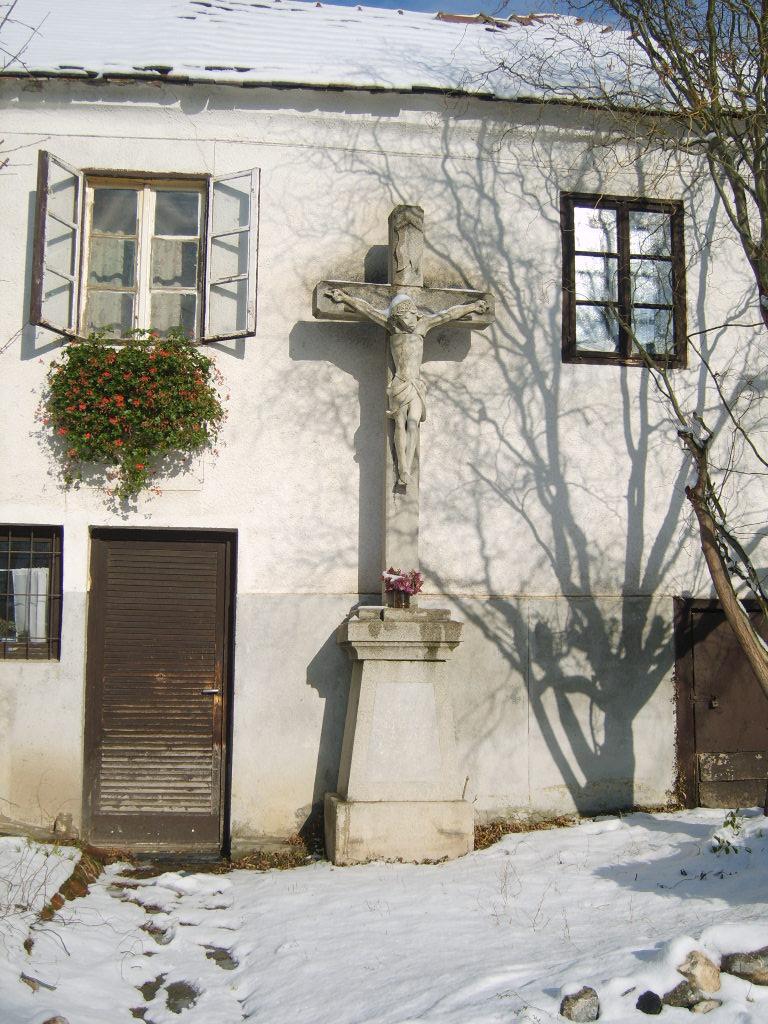
Feszület a Kálvária-templom oldalán